# Parastasia peterzorni
Parastasia peterzorni är en skalbaggsart som beskrevs av Yuiti Wada 2008. Parastasia peterzorni ingår i släktet Parastasia och familjen Rutelidae. Inga underarter finns listade i Catalogue of Life.